# The Millionaire Vagabonds
The Millionaire Vagabonds è un cortometraggio muto del 1912 scritto e diretto da Lem B. Parker.

## Produzione
Il film fu prodotto dalla Selig Polyscope Company.

## Distribuzione
Distribuito dalla General Film Company, il film - un cortometraggio di una bobina - uscì nelle sale cinematografiche statunitensi il 18 dicembre 1912. Il 9 marzo 1913 venne distribuito anche nel Regno Unito.